# Coup d'État de 1920 en Bolivie
Le coup d'État de 1920 en Bolivie est la prise de pouvoir sans effusion de sang en Bolivie par le parti républicain (en) le 12 juillet 1920, qui a renversé le gouvernement du Parti libéral au pouvoir et a porté Bautista Saavedra au pouvoir en tant que président de 1920 à 1925.

## Conséquences
Les républicains étaient moins unis par une seule idéologie qu'une large alliance d'anciens libéraux et de certaines élites conservatrices qui avaient généralement des conflits personnels avec les libéraux au pouvoir et voulaient prendre le pouvoir pour eux-mêmes. Peu de temps après le coup d'État, les républicains se sont scindés en deux nouveaux partis regroupés autour de deux dirigeants Ba,utista Saavedra avec son parti républicain socialiste (en) et Daniel Salamanca, qui a créé le parti républicain véritable (en).
Saavedra a légalisé le droit de grève et introduit l'arbitrage gouvernemental dans les conflits du travail. En 1922, il provoque une grève générale après avoir interdit les taxis de nuit. Les grévistes ont gagné et les services de taxi ont repris et la fédération des chemins de fer a été reconnue comme représentative des cheminots. Cela ne signifiait pas la fin de la violence. En 1923, une grève des mineurs d'Uncia est réprimée par la force. Un soulèvement indigène dans la région de l'Altiplano dirigé par Jesus de Machacha a également été réprimé la même année. Le boom de l'étain a pris fin en 1925 et les problèmes économiques ont commencé.
Saavedra a choisi son successeur Hernando Siles Reyes, l'un des principaux républicains, qui a été élu président en 1926 et a été contraint de démissionner en 1930 après avoir tenté de se faire élire pour un second mandat. Daniel Salamanca a ensuite assumé la présidence avec l'aide du Parti libéral et a rapidement conduit le pays dans la désastreuse guerre du Chaco.